# オルバース彗星
オルバース彗星(英語: 13P/Olbers)は、1815年3月6日にドイツの天文学者ヴィルヘルム・オルバースが発見した太陽系の周期彗星である。公転周期は約70年と短周期彗星の中では比較的長いため木星族彗星ではなくハレー型彗星に分類される。
オルバース彗星は1815年3月6日、ヴィルヘルム・オルバースにより発見された。その後、軌道は3月31日にカール・フリードリヒ・ガウスによって初めて計算された。フリードリヒ・ヴィルヘルム・ベッセルは軌道周期73年、後に73.9年と計算した。その他の天文学者による計算でも、おおよそ72年から77年の間であった。
この彗星は、1956年に最後に観測された。次に近日点を通過するのは2024年6月30日であり、その次の回帰にあたる2094年1月10日には0.756 auまで地球に接近すると計算されている。前回まで及び今後の近日点通過は以下の通りである。
- 1815年4月26日
- 1887年10月8日
- 1956年6月19日
- 2024年6月30日
- 2094年3月22日
- 2165年5月12日

オルバース彗星は、火星上でおおいぬ座の方角に流星群を降らせると考えられている。